# Chromis alpha
Chromis alpha es una especie de peces de la familia Pomacentridae en el orden de los Perciformes.

## Morfología
Los machos pueden llegar alcanzar los 8,5 cm de longitud total.

## Hábitat
Es un pez de mar.

## Distribución geográfica
Se encuentra desde la Isla de Navidad hasta las Islas de la Sociedad, las Islas Marianas, Nueva Caledonia y Micronesia.